# Mormugao
Mormugao er en by i delstaten Goa i det vestlige Indien. Den ligger på Indiens vestkyst og er Goas vigtigste havneby. Byen har 94.393(2011) indbyggere. Den ligger i distriktet South Goa.